# Kazanjian
De Rode Kazanjian is een beroemde rood gekleurde diamant van 5 karaat. De steen stamt uit het westen van Transvaal (een provincie van Zuid-Afrika van 1910 tot 1994). In februari 2007 werd de steen gekocht door Kazanjian Bros. Inc. in Californië.
Dat de steen al in 1918 door James en Harry Kazanjian, Bros. gekocht zou zijn van een Indiase maharadja lijkt onwaarschijnlijk, aangezien de steen toen nog niet gevonden was.
De steen heeft door een ten gevolge van enorme druk in de aardkorst vervormd kristalrooster de uiterst zeldzame kleur "Fancy Vivid Red".
Hopediamant · Centenary · Cullinan · Koh-i-Noor · Lepelmaker · Bruine van Lesotho · Belofte van Lesotho · Golden Jubilee · Amsterdam-diamant · Darya-ye Noor · Sancy · Beau Sancy · Spiegel van Portugal · Taylor-Burton
Zie ook: Jean-Baptiste Tavernier · Lijst van bekende diamanten